# Contre (basket-ball)
Pour les articles homonymes, voir Contre.

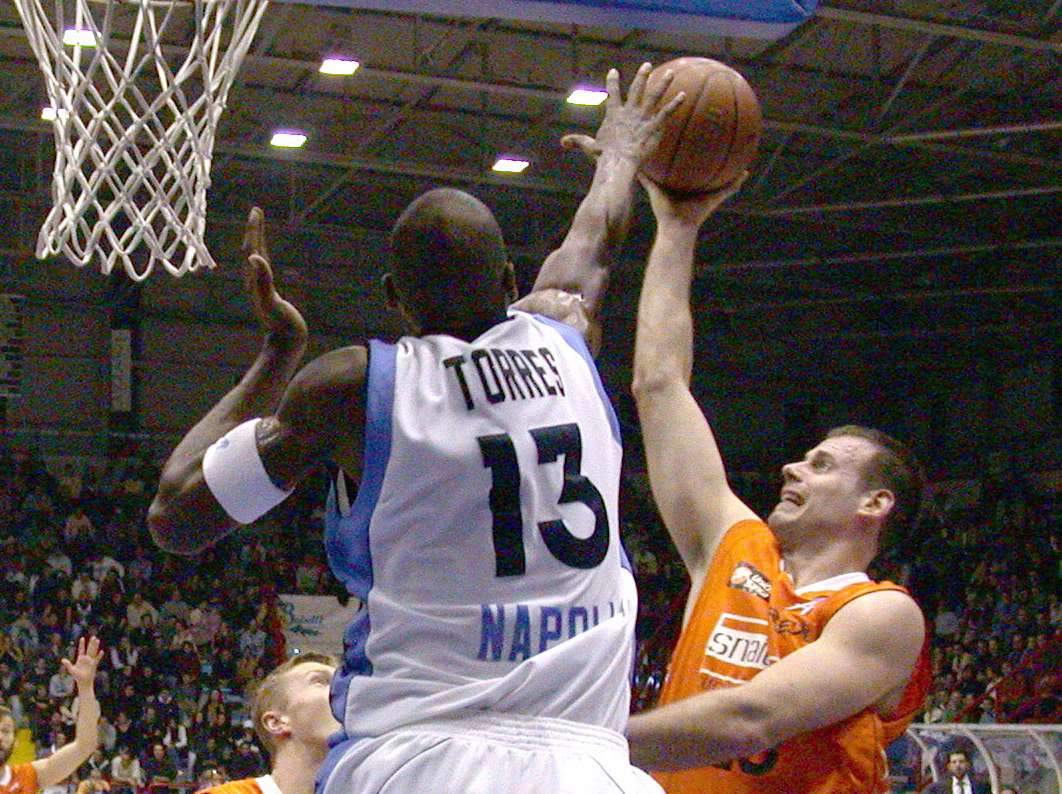
Óscar Torres contrant un tir adverse.

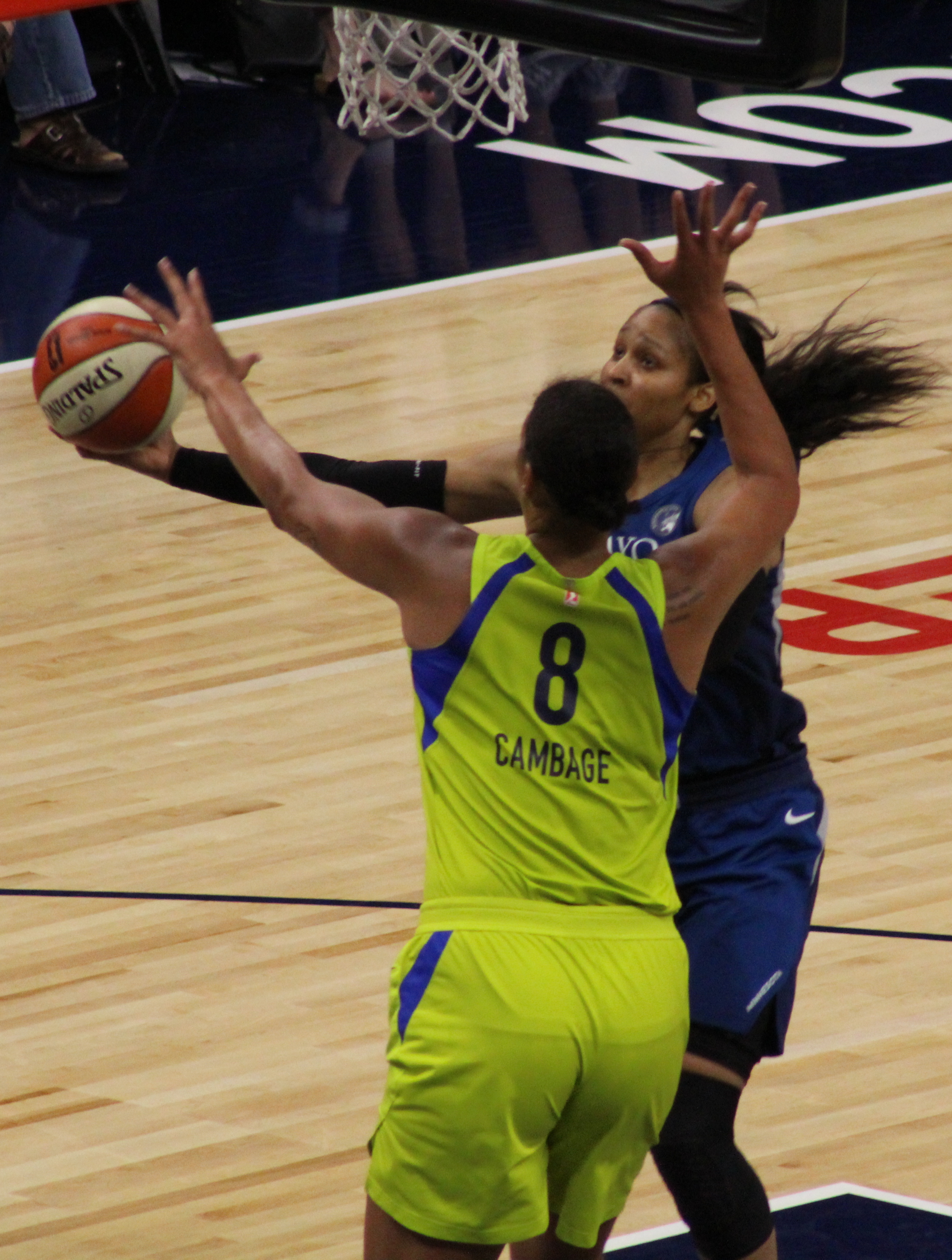
Liz Cambage au contre sur Maya Moore.

Au basket-ball, le terme contre désigne le geste effectué par un joueur en défense pour dévier sans commettre de faute un tir adverse. Avec le dunk, le contre fait partie des actions les plus appréciées par les joueurs et le public. On l'appelle aussi block, bâche et plus familièrement cake.

## Définition
Contrer un tir une fois que le ballon est dans sa phase descendante ou qu'il a touché la planche mais qu'il n'a pas encore touché l'arceau constitue une violation (appelée goaltending en anglais), et le panier est alors accordé. Les joueurs les plus susceptibles de réaliser des contres en match sont les intérieurs et les pivots, en raison de leur grande taille et de leur proximité du panier en situation défensive.

## Histoire
L'un des premiers joueurs à utiliser le contre comme arme d'intimidation défensive fut Bill Russell dans les années 1960.
Certains joueurs actuels se sont particulièrement illustrés durant leur carrière en réalisant des contres nombreux ou spectaculaires, comme Ben Wallace, Andreï Kirilenko, Kevin Garnett ou encore Dwight Howard et des légendes du contre, comme Hakeem Olajuwon, Dikembe Mutombo ou Alonzo Mourning, qui en ont fait leur spécialité dans les années 1990.
L'auteur d'un contre spectaculaire peut parfois en profiter pour ridiculiser verbalement l'adversaire qu'il a contré. La phrase classique est : « Get back baby! Not tonight! » (« Rentre chez toi bébé ! Pas ce soir ! »), phrase également popularisée en France par le commentateur George Eddy. Dikembe Mutombo, après chaque contre, lançait son célèbre : « No, no, no! It's my house! » (« Non, non, non ! C'est ma maison ! ») ; David Robinson, lui, clamait : « You can't bring that into Mr Robinson's neighborhood » (« Tu ne peux pas te permettre ça dans mon quartier ! »).

## Records
En National Basketball Association (NBA), le record de contres en un match est détenu par Elmore Smith avec 17 contres lors d'une rencontre contre les Trail Blazers de Portland en octobre 1973,. Hakeem Olajuwon est le joueur ayant le plus de contres dans l'histoire de la NBA avec 3 830 : il devance Dikembe Mutombo qui détient 3 289 contres en carrière.
En Women's National Basketball Association (WNBA), la joueuse polonaise Małgorzata Dydek détient le plus grand nombre de contres en carrière avec 877 devant l'Américaine Lisa Leslie. Avec Leslie, elle détient aussi le record de *contres (10) sur une rencontre jusqu'aux 11 réussites de Brittney Griner le 29 juin 2014, performance qu'elle égale en play-offs le 17 septembre 2015 battant son précédent record de post-saison qu'elle détenait depuis le 7 septembre 2014 avec 8 contres.